# Karakal
Karakal, złotokot (Caracal) – rodzaj ssaków z podrodziny kotów (Felinae) w obrębie rodziny kotowatych (Felidae).

## Rozmieszczenie geograficzne
Rodzaj obejmuje gatunki występujące w Afryce i zachodniej oraz środkowej Azji.

## Morfologia
Długość ciała 61,6–105,7 cm, długość ogona 16,3–34,9 cm; masa ciała samic 6–15,9 kg, samców 11–20 kg.

## Systematyka
Rodzaj zdefiniował w 1843 roku angielski zoolog John Edward Gray w publikacji swojego autorstwa o tytule Lista okazów ssaków w kolekcji Muzeum Brytyjskiego. Gatunkiem typowym jest (oznaczenie monotypowe) karakal stepowy (C. caracal).

### Etymologia
- Caracal (Caracala): fr. caracal ‘karakal’ od, tur. kara kulak ‘czarnouchy’, od kara ‘czarny’; kulak ‘ucho’[11].
- Chrysailurus: gr. χρυσος khrusos ‘złoto’; αιλουρος ailouros ‘kot’[12]. Gatunek typowy (oznaczenie monotypowe): Felis neglecta J.E. Gray, 1838 (= Felis aurata Temminck, 1827).
- Profelis: gr. προ pro ‘przed’; rodzaj Felis Linnaeus, 1758 (kot)[13]. Gatunek typowy (oznaczenie monotypowe): Felis celidogaster Temminck, 1827 (= Felis aurata Temminck, 1827).
- Urolynchus: gr. ουρα ‘ogon’; λυνξ lunx, λυνκος lunkos ‘ryś’[14]. Gatunek typowy (oznaczenie monotypowe): Felis caracal von Schreber, 1776.

### Podział systematyczny
Badania molekularne przeprowadzone w XXI wieku pokazują, że karakal, złotokot afrykański i serwal sawannowy są ze sobą blisko spokrewnione. Ich wspólne drogi rozwojowe rozdzieliły się 5,4 miliona lat temu. Do rodzaju należą następujące występujące współcześnie gatunki:
| Grafika | Gatunek         | Autor i rok opisu | Nazwa zwyczajowa    | Podgatunki   | Rozmieszczenie geograficzne | Podstawowe wymiary                       | Status IUCN |
| ------- | --------------- | ----------------- | ------------------- | ------------ | --- | ---------------------------------------- | ----------- |
|         | Caracal auratus | (Temminck, 1827)  | złotokot afrykański | 2 podgatunki | lasy Afryki Środkowej od Gwinei (być może Gambii i Gwinei Bissau) po Kenię i północno-zachodnią Tanzanię, na południe do północnej Angoli | DC: 62–101 cm DO: 16–35 cm MC: 6–16 kg   | VU          |
|         | Caracal caracal | (Schreber, 1776)  | karakal stepowy     | 3 podgatunki | szeroko rozpowszechniony w Afryce (od północnej Mauretanii na wschód do północno-wschodniego Egiptu, od Senegalu na wschód do Sudanu, od południowo-wschodniego Egiptu na południe do Angoli i Południowej Afryki), Bliski Wschód na północ do Turkmenistanu, na wschodzie do zachodnich Indii | DC: 61–106 cm DO: 19–34 cm MC: 6,2–20 kg | LC          |

Kategorie IUCN:  LC  – gatunek najmniejszej troski,  VU  – gatunek narażony.
Opisano również gatunek wymarły z pliocenu dzisiejszej Hiszpanii, jednak jego przynależność do Caracal jest niepewna:
- Caracal depereti Morales, Soria Mayor, Montoya, Pérez & Salesa, 2003